# Eigen Haard (tijdschrift)

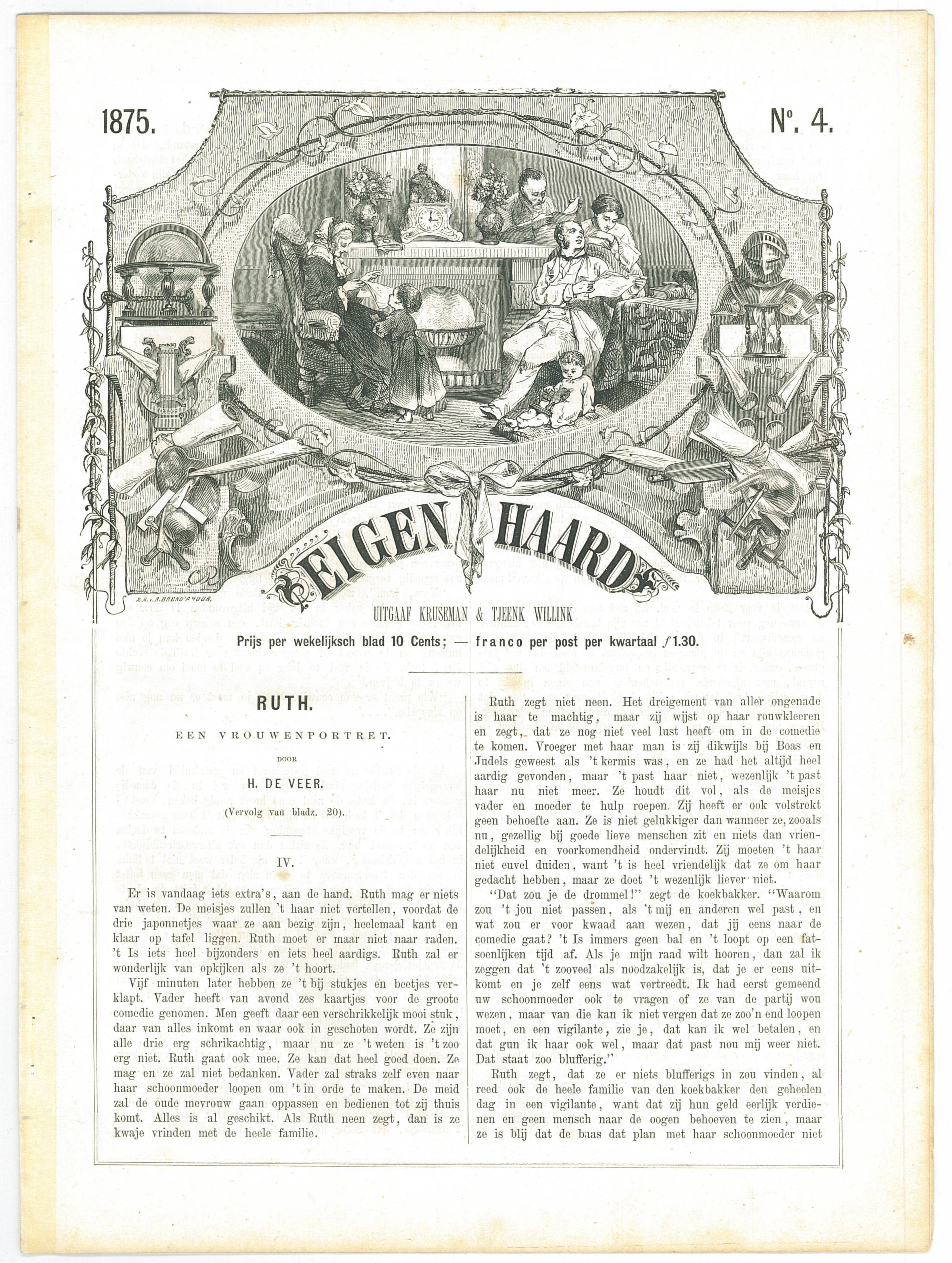
Eigen Haard (1875)

Eigen Haard was een Nederlands tijdschrift dat van 1875 tot 1941 bestond.
Het blad werd opgericht door de Haarlemse uitgever Arie Cornelis Kruseman. Het blad behandelde aanvankelijk vooral onderwerpen uit wetenschap en kunst. Als ondertitel voerde het dan ook: Geïllustreerd Volkstijdschrift. Eind 19e eeuw werd het uitgegeven door H.D. Tjeenk Willink. Vanaf 1918 kwam er meer ruimte voor literatuur en vermaak. Rond 1940 was Eigen Haard een blad voor de gehele familie geworden. In 1941 kwam er als gevolg van de oorlogsomstandigheden een einde aan het bestaan van het blad.
Bekende medewerkers waren Jeronimo de Vries, Hugo de Vries, George Hendrik Breitner, Louis Couperus, Felix Timmermans en Jan Hoynck van Papendrecht.